# Wahlen 1863
◄◄ | ◄ | 1859 | 1860 | 1861 | 1862 | Wahlen 1863 | 1864 | 1865 | 1866 | 1867 | ► | ►►

Weitere Ereignisse
Die Liste der Wahlen 1863 umfasst Parlamentswahlen, Präsidentschaftswahlen, Referenden und sonstige Abstimmungen auf nationaler und subnationaler Ebene, die im Jahr 1863 weltweit abgehalten wurden.

## Termine
| Land    | Datum       | Link zur Wahl 1863                            | Link zur letzten Wahl | Bemerkung |
| ------- | ----------- | --------------------------------------------- | --------------------- | --------- |
| Schweiz | 25. Oktober | Schweizer Parlamentswahlen 1863               | 1860                  |           |
| Nassau  | Dezember    | Wahl für die Landstände des Herzogtums Nassau |                       |           |